# Gymnotus bahianus
Gymnotus bahianus is een straalvinnige vissensoort uit de familie van de mesalen (Gymnotidae). De wetenschappelijke naam van de soort is voor het eerst geldig gepubliceerd in 1996 door Campos-da-Paz & Costa.